# قرنفل زوفي الأوراق
قرنفل زوفي الأوراق (الاسم العلمي:Dianthus hyssopifolius) هو نوع من النباتات يتبع جنس القرنفل من الفصيلة القرنفلية.